# Aloe zombitsiensis
Aloe zombitsiensis là một loài thực vật có hoa trong họ Măng tây. Loài này được Rauh & M.Teissier mô tả khoa học đầu tiên năm 2000.